# ATP Challenger Tour de 2013
A Association of Tennis Professionals (ATP) Challenger Tour é o segundo circuito de tênis organizado pela ATP. O calendário do ATP Challenger Tour de 2013 teve 149 torneios, com prêmios que variaram de $35,000 a $220,000 dólares. Foi a 36ª edição do circuito de torneios challenger, e a 5ª com o nome Challenger Tour.

## Calendário

### Janeiro
| Data           | Torneio | Campeões                                             | Finalistas                      | Semi-finalistas                          | Quadrifinalistas                                                       |
| -------------- | --- | ---------------------------------------------------- | ------------------------------- | ---------------------------------------- | ---------------------------------------------------------------------- |
| 31 de dezembro | Aberto de São Paulo São Paulo, Brasil Regular series $125,000+H – Dura – 32S/32Q/16D Simples – Duplas                              | Horacio Zeballos 7–6(7–5), 6–2                       | Rogério Dutra Silva             | Gastão Elias João Souza                  | Guido Andreozzi Thiago Alves Julio César Campozano Martín Alund        |
| 31 de dezembro | Aberto de São Paulo São Paulo, Brasil Regular series $125,000+H – Dura – 32S/32Q/16D Simples – Duplas                              | James Cerretani Adil Shamasdin 6–7(5–7), 6–1, [11–9] | Federico Delbonis Renzo Olivo   | Gastão Elias João Souza                  | Guido Andreozzi Thiago Alves Julio César Campozano Martín Alund        |
| 31 de dezembro | Internationaux de Nouvelle-Calédonie Nouméa, Nova Caledônia, França Regular series $75,000+H – Dura – 32S/10Q/16D Simples – Duplas | Adrian Mannarino 6–4, 6–3                            | Andrej Martin                   | Jonathan Dasnières de Veigy Marc Gicquel | Maxime Teixeira Samuel Groth Alessandro Giannessi Denys Molchanov      |
| 31 de dezembro | Internationaux de Nouvelle-Calédonie Nouméa, Nova Caledônia, França Regular series $75,000+H – Dura – 32S/10Q/16D Simples – Duplas | Samuel Groth Toshihide Matsui 7–6(8–6), 1–6, [10–4]  | Artem Sitak Jose Statham        | Jonathan Dasnières de Veigy Marc Gicquel | Maxime Teixeira Samuel Groth Alessandro Giannessi Denys Molchanov      |
| 7 de janeiro   | Nenhum torneio escalado. | Nenhum torneio escalado.                             | Nenhum torneio escalado.        | Nenhum torneio escalado.                 | Nenhum torneio escalado.                                               |
| 14 de janeiro  | Nenhum torneio escalado. | Nenhum torneio escalado.                             | Nenhum torneio escalado.        | Nenhum torneio escalado.                 | Nenhum torneio escalado.                                               |
| 21 de janeiro  | Intersport Heilbronn Open Heilbronn, Alemanha Regular series €85,000+H – Duro (indoor) – 32S/32Q/16D Simples – Duplas              | Michael Berrer 7–5, 6–3                              | Jan-Lennard Struff              | Paul-Henri Mathieu Olivier Rochus        | Frank Dancevic Ruben Bemelmans Marius Copil Benjamin Becker            |
| 21 de janeiro  | Intersport Heilbronn Open Heilbronn, Alemanha Regular series €85,000+H – Duro (indoor) – 32S/32Q/16D Simples – Duplas              | Johan Brunström Raven Klaasen 6–3, 0–6, [12–10]      | Jordan Kerr Andreas Siljeström  | Paul-Henri Mathieu Olivier Rochus        | Frank Dancevic Ruben Bemelmans Marius Copil Benjamin Becker            |
| 21 de janeiro  | Maui Challenger Maui, Estados Unidos Regular series $50,000 – Hard – 32S/12Q/16D Simples – Duplas                                  | Go Soeda 7–5, 7–5                                    | Mischa Zverev                   | Tim Smyczek Michael Russell              | Bradley Klahn Steve Johnson Denis Kudla Alex Bogomolov, Jr.            |
| 21 de janeiro  | Maui Challenger Maui, Estados Unidos Regular series $50,000 – Hard – 32S/12Q/16D Simples – Duplas                                  | Lee Hsin-han Peng Hsien-yin 6–7(1–7), 6–2, [10–5]    | Tennys Sandgren Rhyne Williams  | Tim Smyczek Michael Russell              | Bradley Klahn Steve Johnson Denis Kudla Alex Bogomolov, Jr.            |
| 21 de janeiro  | Seguros Bolívar Open Bucaramanga Bucaramanga, Colômbia Regular series $35,000+H – Saibro – 32S/28Q/16D Simples – Duplas            | Federico Delbonis 7–6(7–4), 6–3                      | Wayne Odesnik                   | Alejandro González Paul Capdeville       | Diego Sebastián Schwartzman Martín Alund Marcelo Demoliner Pedro Sousa |
| 21 de janeiro  | Seguros Bolívar Open Bucaramanga Bucaramanga, Colômbia Regular series $35,000+H – Saibro – 32S/28Q/16D Simples – Duplas            | Marcelo Demoliner Franko Škugor 7–6(10–8), 6–2       | Sergio Galdós Marco Trungelliti | Alejandro González Paul Capdeville       | Diego Sebastián Schwartzman Martín Alund Marcelo Demoliner Pedro Sousa |
| 28 de janeiro  | McDonald's Burnie International Burnie, Austrália Regular series $50,000 – Dura – 32S/18Q/16D Simples – Duplas                     | John Millman 6–2, 4–6, 6–0                           | Stéphane Robert                 | Jose Statham Matthew Barton              | Andrew Whittington James Lemke Adam Feeney Peter Polansky              |
| 28 de janeiro  | McDonald's Burnie International Burnie, Austrália Regular series $50,000 – Dura – 32S/18Q/16D Simples – Duplas                     | Ruan Roelofse John-Patrick Smith 6–2, 6–2            | Brydan Klein Dane Propoggia     | Jose Statham Matthew Barton              | Andrew Whittington James Lemke Adam Feeney Peter Polansky              |

### Fevereiro
| Data            | Torneio | Campeões                                           | Finalistas                       | Semi-finalistas                     | Quadrifinalistas                                                                 |
| --------------- | --- | -------------------------------------------------- | -------------------------------- | ----------------------------------- | -------------------------------------------------------------------------------- |
| 4 de fevereiro  | Challenger of Dallas Dallas, Estados Unidos Regular series $100,000 – Dura – 32S/28Q/16D Simples – Duplas                  | Rhyne Williams 7–5, 6–3                            | Robby Ginepri                    | Frank Dancevic James Blake          | Jesse Levine Alex Kuznetsov Denys Molchanov Michael Russell                      |
| 4 de fevereiro  | Challenger of Dallas Dallas, Estados Unidos Regular series $100,000 – Dura – 32S/28Q/16D Simples – Duplas                  | Alex Kuznetsov Mischa Zverev 6–4, 6–7(7–4), [10–5] | Tennys Sandgren Rhyne Williams   | Frank Dancevic James Blake          | Jesse Levine Alex Kuznetsov Denys Molchanov Michael Russell                      |
| 4 de fevereiro  | Trofeo Faip–Perrel Bergamo, Itália Regular series €42,500+H – Dura – 32S/32Q/16D Singles Draw – Doubles Draw               | Michał Przysiężny 4–6, 7–6(7–5), 7–6(7–5)          | Jan-Lennard Struff               | Viktor Galovic Peter Gojowczyk      | Farrukh Dustov Bastian Knittel Andreas Beck Andreas Vinciguerra                  |
| 4 de fevereiro  | Trofeo Faip–Perrel Bergamo, Itália Regular series €42,500+H – Dura – 32S/32Q/16D Singles Draw – Doubles Draw               | Karol Beck Andrej Martin 6–3, 3–6, [10–8]          | Claudio Grassi Amir Weintraub    | Viktor Galovic Peter Gojowczyk      | Farrukh Dustov Bastian Knittel Andreas Beck Andreas Vinciguerra                  |
| 4 de fevereiro  | Charles Sturt Adelaide International Adelaide, Austrália Regular series $50,000 – Dura – 32S/29Q/16D Simples – Duplas      | Matthew Barton 6–2, 6–3                            | James Ward                       | Nick Kyrgios Alexander Lobkov       | Yūichi Sugita Greg Jones Stéphane Robert Samuel Groth                            |
| 4 de fevereiro  | Charles Sturt Adelaide International Adelaide, Austrália Regular series $50,000 – Dura – 32S/29Q/16D Simples – Duplas      | Samuel Groth Matt Reid 6–2, 6–4                    | James Duckworth Greg Jones       | Nick Kyrgios Alexander Lobkov       | Yūichi Sugita Greg Jones Stéphane Robert Samuel Groth                            |
| 11 de fevereiro | Open BNP Paribas Banque de Bretagne Quimper, França Regular series €42,500+H – Dura – 32S/32Q/16D Simples – Duplas         | Marius Copil 7–6(11–9), 6–4                        | Marc Gicquel                     | Steve Darcis Dudi Sela              | Roberto Bautista-Agut Kenny de Schepper Édouard Roger-Vasselin Uladzimir Ignatik |
| 11 de fevereiro | Open BNP Paribas Banque de Bretagne Quimper, França Regular series €42,500+H – Dura – 32S/32Q/16D Simples – Duplas         | Johan Brunström Raven Klaasen 3–6, 6–2, [10–3]     | Jamie Delgado Ken Skupski        | Steve Darcis Dudi Sela              | Roberto Bautista-Agut Kenny de Schepper Édouard Roger-Vasselin Uladzimir Ignatik |
| 18 de fevereiro | Nenhum torneio escalado.                                                                                                   | Nenhum torneio escalado.                           | Nenhum torneio escalado.         | Nenhum torneio escalado.            | Nenhum torneio escalado.                                                         |
| 25 de fevereiro | Challenger La Manche Cherbourg, França Regular series €42,500+H – Dura – 32S/32Q/16D Simples – Duplas                      | Jesse Huta Galung 6–1, 6–3                         | Vincent Millot                   | Kenny de Schepper Sergiy Stakhovsky | Wu Di Márton Fucsovics Jan Mertl Marc Gicquel                                    |
| 25 de fevereiro | Challenger La Manche Cherbourg, França Regular series €42,500+H – Dura – 32S/32Q/16D Simples – Duplas                      | Sanchai Ratiwatana Sonchat Ratiwatana 7–5, 6–4     | Philipp Marx Florin Mergea       | Kenny de Schepper Sergiy Stakhovsky | Wu Di Márton Fucsovics Jan Mertl Marc Gicquel                                    |
| 25 de fevereiro | Challenger ATP de Salinas Diario Expreso Salinas, Equador Regular series $35,000+H – Saibro – 32S/32Q/16D Simples – Duplas | Alejandro González 4–6, 6–3, 7–6(9–7)              | Renzo Olivo                      | Stefano Travaglia João Souza        | Hans Podlipnik Gianluca Naso Julio César Campozano Jozef Kovalík                 |
| 25 de fevereiro | Challenger ATP de Salinas Diario Expreso Salinas, Equador Regular series $35,000+H – Saibro – 32S/32Q/16D Simples – Duplas | Sergio Galdós Marco Trungelliti 6–4, 6–4           | Jean Andersen Izak van der Merwe | Stefano Travaglia João Souza        | Hans Podlipnik Gianluca Naso Julio César Campozano Jozef Kovalík                 |
| 25 de fevereiro | Nature's Way Sydney Tennis International Sydney, Australia Regular series $50,000 – Dura – 32S/32Q/16D Simples – Duplas    | Nick Kyrgios 6–3, 6–2                              | Matt Reid                        | Samuel Groth Stéphane Robert        | James Duckworth Artem Sitak Greg Jones Matthew Barton                            |
| 25 de fevereiro | Nature's Way Sydney Tennis International Sydney, Australia Regular series $50,000 – Dura – 32S/32Q/16D Simples – Duplas    | Brydan Klein Dane Propoggia 6–4, 4–6, [11–9]       | Alex Bolt Nick Kyrgios           | Samuel Groth Stéphane Robert        | James Duckworth Artem Sitak Greg Jones Matthew Barton                            |

### Março
| Data        | Torneio | Campeões                                            | Finalistas                        | Semi-finalistas                    | Quadrifinalistas                                                        |
| ----------- | --- | --------------------------------------------------- | --------------------------------- | ---------------------------------- | ----------------------------------------------------------------------- |
| 4 de março  | All Japan Indoor Tennis Championships Quioto, Japão Regular series $35,000+H – Sintético (c) – 32S/32Q/16D Simples – Duplas | John Millman 4–6, 6–4, 7–6 (7–2)                    | Marco Chiudinelli                 | Hiroki Moriya Matthew Barton       | Yūichi Sugita Peter Gojowczyk Dominik Meffert Michał Przysiężny         |
| 4 de março  | All Japan Indoor Tennis Championships Quioto, Japão Regular series $35,000+H – Sintético (c) – 32S/32Q/16D Simples – Duplas | Purav Raja Divij Sharan 6–4, 7–5                    | Chris Guccione Matt Reid          | Hiroki Moriya Matthew Barton       | Yūichi Sugita Peter Gojowczyk Dominik Meffert Michał Przysiężny         |
| 4 de março  | Cachantún Cup Santiago, Chile Regular series $35,000+H – Saibro – 32S/32Q/16D Simples – Duplas                              | Facundo Bagnis 7–6(7–2), 7–6(7–3)                   | Thiemo de Bakker                  | Marco Trungelliti Antonio Veić     | Martín Alund Alejandro González Federico Delbonis Gonzalo Lama          |
| 4 de março  | Cachantún Cup Santiago, Chile Regular series $35,000+H – Saibro – 32S/32Q/16D Simples – Duplas                              | Marcelo Demoliner João Souza 7–5, 6–1               | Federico Delbonis Diego Junqueira | Marco Trungelliti Antonio Veić     | Martín Alund Alejandro González Federico Delbonis Gonzalo Lama          |
| 11 de março | Dallas Tennis Classic Dallas, Estados Unidos Regular series $125,000+H – Dura – 32S/32Q/16D Simples – Duplas                | Jürgen Melzer 6–4, 2–6, 6–1                         | Denis Kudla                       | Philipp Petzschner Illya Marchenko | Bobby Reynolds Olivier Rochus Denis Istomin Sergiy Stakhovsky           |
| 11 de março | Dallas Tennis Classic Dallas, Estados Unidos Regular series $125,000+H – Dura – 32S/32Q/16D Simples – Duplas                | Jürgen Melzer Philipp Petzschner 6–3, 6–1           | Eric Butorac Dominic Inglot       | Philipp Petzschner Illya Marchenko | Bobby Reynolds Olivier Rochus Denis Istomin Sergiy Stakhovsky           |
| 11 de março | BH Telecom Indoors Sarajevo, Bósnia e Herzegovina Regular series €30,000+H – Dura – 32S/10Q/16D Simples – Duplas            | Adrian Mannarino 7–6(7–3), 7–6(7–2)                 | Dustin Brown                      | Karol Beck Nikola Mektić           | Tomislav Brkić Evgeny Korolev Pierre-Hugues Herbert Jan Mertl           |
| 11 de março | BH Telecom Indoors Sarajevo, Bósnia e Herzegovina Regular series €30,000+H – Dura – 32S/10Q/16D Simples – Duplas            | Mirza Bašić Tomislav Brkić 6–3, 7–5                 | Karol Beck Igor Zelenay           | Karol Beck Nikola Mektić           | Tomislav Brkić Evgeny Korolev Pierre-Hugues Herbert Jan Mertl           |
| 18 de março | Challenger Banque Nationale Rimouski, Canadá Regular series $35,000+H – Dura – 32S/32Q/16D Simples – Duplas                 | Rik de Voest 7–6(8–6), 6–4                          | Vasek Pospisil                    | Aldin Šetkić Bobby Reynolds        | James McGee Samuel Groth Yūichi Sugita Alex Bogdanovic                  |
| 18 de março | Challenger Banque Nationale Rimouski, Canadá Regular series $35,000+H – Dura – 32S/32Q/16D Simples – Duplas                 | Samuel Groth John-Patrick Smith 7–6(7–5), 7–6(9–7)  | Philipp Marx Florin Mergea        | Aldin Šetkić Bobby Reynolds        | James McGee Samuel Groth Yūichi Sugita Alex Bogdanovic                  |
| 25 de março | Orange Open Guadeloupe Le Gosier, Guadeloupe Regular series $100,000+H – Dura – 32S/32Q/16D Simples – Duplas                | Benoît Paire 6–4, 5–7, 6–4                          | Sergiy Stakhovsky                 | Matthias Bachinger Lukáš Rosol     | Prakash Amritraj Lukáš Lacko Gilles Muller Dudi Sela                    |
| 25 de março | Orange Open Guadeloupe Le Gosier, Guadeloupe Regular series $100,000+H – Dura – 32S/32Q/16D Simples – Duplas                | Dudi Sela Jimmy Wang 6–1, 6–2                       | Philipp Marx Florin Mergea        | Matthias Bachinger Lukáš Rosol     | Prakash Amritraj Lukáš Lacko Gilles Muller Dudi Sela                    |
| 25 de março | Seguros Bolívar Open Pereira Pereira, Colômbia Regular series $50,000+H – Saibro – 32S/10Q/16D Simples – Duplas             | Santiago Giraldo 6–2, 6–4                           | Paul Capdeville                   | Paolo Lorenzi João Souza           | Facundo Bagnis Fabiano de Paula Rogério Dutra Silva Teymuraz Gabashvili |
| 25 de março | Seguros Bolívar Open Pereira Pereira, Colômbia Regular series $50,000+H – Saibro – 32S/10Q/16D Simples – Duplas             | Nicolás Barrientos Eduardo Struvay 3–6, 6–3, [10–6] | Facundo Bagnis Federico Delbonis  | Paolo Lorenzi João Souza           | Facundo Bagnis Fabiano de Paula Rogério Dutra Silva Teymuraz Gabashvili |
| 25 de março | San Luis Open Challenger San Luis Potosí, México Regular series $35,000+H – Saibro – 32S/10Q/16D Simples – Duplas           | Alessio di Mauro 4–6, 6–3, 6–2                      | Daniel Kosakowski                 | Marco Chiudinelli Tennys Sandgren  | Agustín Velotti Peter Gojowczyk Maxime Teixeira Grégoire Burquier       |
| 25 de março | San Luis Open Challenger San Luis Potosí, México Regular series $35,000+H – Saibro – 32S/10Q/16D Simples – Duplas           | Marin Draganja Adrián Menéndez-Maceiras 6–4, 6–3    | Marco Chiudinelli Peter Gojowczyk | Marco Chiudinelli Tennys Sandgren  | Agustín Velotti Peter Gojowczyk Maxime Teixeira Grégoire Burquier       |

### Abril
| Data        | Torneio | Campeões                                                   | Finalistas                               | Semi-finalistas                      | Quadrifinalistas                                                               |
| ----------- | --- | ---------------------------------------------------------- | ---------------------------------------- | ------------------------------------ | ------------------------------------------------------------------------------ |
| 1 de abril  | Open Harmonie mutuelle Saint-Brieuc, França Regular series €30,000+H – Dura – 32S/32Q/16D Simples – Duplas                       | Jesse Huta Galung 7–6 (7–4), 4–6, 7–6 (7–3)                | Kenny de Schepper                        | Martin Fischer Jan Mertl             | Oleksandr Nedovyesov David Guez Stéphane Robert Nicolas Renavand               |
| 1 de abril  | Open Harmonie mutuelle Saint-Brieuc, França Regular series €30,000+H – Dura – 32S/32Q/16D Simples – Duplas                       | Tomasz Bednarek Andreas Siljeström 6–3, 4–6, [10–7]        | Jesse Huta Galung Konstantin Kravchuk    | Martin Fischer Jan Mertl             | Oleksandr Nedovyesov David Guez Stéphane Robert Nicolas Renavand               |
| 1 de abril  | Torneo Internacional AGT León, México Regular series $35,000+H – Dura – 32S/10Q/16D Simples – Duplas                             | Donald Young 6–2, 6–2                                      | Jimmy Wang                               | Amir Weintraub Dudi Sela             | Lu Yen-hsun Yūichi Sugita Alex Bogomolov, Jr. John Millman                     |
| 1 de abril  | Torneo Internacional AGT León, México Regular series $35,000+H – Dura – 32S/10Q/16D Simples – Duplas                             | Chris Guccione Matt Reid 6–3, 7–5                          | Purav Raja Divij Sharan                  | Amir Weintraub Dudi Sela             | Lu Yen-hsun Yūichi Sugita Alex Bogomolov, Jr. John Millman                     |
| 8 de abril  | Jalisco Open Guadalajara, México Regular series $100,000 – Dura – 32S/32Q/16D Simples – Duplas                                   | Alex Bogomolov, Jr. 2–6, 6–3, 6–1                          | Rajeev Ram                               | Adrian Mannarino Vasek Pospisil      | Lu Yen-hsun Adrián Menéndez-Maceiras Daniel Muñoz de la Nava Marco Chiudinelli |
| 8 de abril  | Jalisco Open Guadalajara, México Regular series $100,000 – Dura – 32S/32Q/16D Simples – Duplas                                   | Marin Draganja Mate Pavić 5–7, 6–2, [13–11]                | Samuel Groth John-Patrick Smith          | Adrian Mannarino Vasek Pospisil      | Lu Yen-hsun Adrián Menéndez-Maceiras Daniel Muñoz de la Nava Marco Chiudinelli |
| 8 de abril  | Seguros Bolívar Open Barranquilla Barranquilla, Colômbia Regular series $50,000+H – Saibro – 32S/10Q/16D Simples – Duplas        | Federico Delbonis 6–3, 6–2                                 | Facundo Bagnis                           | Arthur De Greef Pedro Sousa          | Renzo Olivo Marco Trungelliti Wayne Odesnik Alejandro González                 |
| 8 de abril  | Seguros Bolívar Open Barranquilla Barranquilla, Colômbia Regular series $50,000+H – Saibro – 32S/10Q/16D Simples – Duplas        | Facundo Bagnis Federico Delbonis 6–3, 7–5                  | Fabiano de Paula Stefano Ianni           | Arthur De Greef Pedro Sousa          | Renzo Olivo Marco Trungelliti Wayne Odesnik Alejandro González                 |
| 8 de abril  | Mersin Cup Mersin, Turquia Regular series €42,500 – Saibro – 32S/10Q/16D Simples – Duplas                                        | Jiří Veselý 6–1, 6–1                                       | Simon Greul                              | Bastian Knittel Stéphane Robert      | Michael Linzer Julian Reister Victor Crivoi Andrey Golubev                     |
| 8 de abril  | Mersin Cup Mersin, Turquia Regular series €42,500 – Saibro – 32S/10Q/16D Simples – Duplas                                        | Andreas Beck Dominik Meffert 5–7, 6–3, [10–8]              | Radu Albot Oleksandr Nedovyesov          | Bastian Knittel Stéphane Robert      | Michael Linzer Julian Reister Victor Crivoi Andrey Golubev                     |
| 8 de abril  | Taroii Open de Tênis Itajaí, Brasil Regular series $35,000+H – Saibro – 32S/10Q/16D Simples – Duplas                             | Rogério Dutra Silva 4–6, 6–3, 6–1                          | Jozef Kovalík                            | Gastão Elias Steven Diez             | Guido Andreozzi Marc Giner Axel Michon Nikola Mektić                           |
| 8 de abril  | Taroii Open de Tênis Itajaí, Brasil Regular series $35,000+H – Saibro – 32S/10Q/16D Simples – Duplas                             | James Duckworth Pierre-Hugues Herbert 7–5, 6–2             | Guilherme Clezar Fabrício Neis           | Gastão Elias Steven Diez             | Guido Andreozzi Marc Giner Axel Michon Nikola Mektić                           |
| 15 de abril | Sarasota Open Sarasota, Estados Unidos Regular series $100,000 – Saibro (Verde) – 32S/32Q/16D Simples – Duplas                   | Alex Kuznetsov 6–0, 6–2                                    | Wayne Odesnik                            | Somdev Devvarman Denys Molchanov     | Mischa Zverev Steve Johnson Guido Pella Facundo Argüello                       |
| 15 de abril | Sarasota Open Sarasota, Estados Unidos Regular series $100,000 – Saibro (Verde) – 32S/32Q/16D Simples – Duplas                   | Ilija Bozoljac Somdev Devvarman 6–7(5–7), 7–6(7–3), [11–9] | Steve Johnson Bradley Klahn              | Somdev Devvarman Denys Molchanov     | Mischa Zverev Steve Johnson Guido Pella Facundo Argüello                       |
| 15 de abril | Copa Internacional de Tenis Total Digest Cidade do México, México Regular series $35,000+H – Dura – 32S/10Q/16D Simples – Duplas | Andrej Martin 4–6, 6–4, 6–1                                | Adrian Mannarino                         | Michał Przysiężny Dudi Sela          | Franko Škugor Grégoire Burquier Miguel Ángel Reyes-Varela Nils Langer          |
| 15 de abril | Copa Internacional de Tenis Total Digest Cidade do México, México Regular series $35,000+H – Dura – 32S/10Q/16D Simples – Duplas | Carsten Ball Chris Guccione 6–3, 3–6, [11–9]               | Jordan Kerr John-Patrick Smith           | Michał Przysiężny Dudi Sela          | Franko Škugor Grégoire Burquier Miguel Ángel Reyes-Varela Nils Langer          |
| 15 de abril | Visit Panama Cup Cidade do Panamá, Panamá Regular series $35,000+H – Saibro – 32S/10Q/16D Simples – Duplas                       | Rubén Ramírez Hidalgo 6–4, 5–7, 7–6(7–4)                   | Alejandro González                       | Víctor Estrella Burgos Gerald Melzer | Pedro Sousa Facundo Bagnis Renzo Olivo Jorge Aguilar                           |
| 15 de abril | Visit Panama Cup Cidade do Panamá, Panamá Regular series $35,000+H – Saibro – 32S/10Q/16D Simples – Duplas                       | Jorge Aguilar Sergio Galdós 6–4, 6–4                       | Alejandro González Julio César Campozano | Víctor Estrella Burgos Gerald Melzer | Pedro Sousa Facundo Bagnis Renzo Olivo Jorge Aguilar                           |
| 15 de abril | Rai Open Roma, Itália Regular series €30,000+H – Saibro – 32S/10Q/16D Simples – Duplas                                           | Julian Reister 4–6, 6–3, 6–2                               | Guillermo García-López                   | Dušan Lajović Simon Greul            | Oleksandr Nedovyesov Andreas Haider-Maurer Jiří Veselý Martin Fischer          |
| 15 de abril | Rai Open Roma, Itália Regular series €30,000+H – Saibro – 32S/10Q/16D Simples – Duplas                                           | Andreas Beck Martin Fischer 7–6(7–2), 6–0                  | Martin Emmrich Rameez Junaid             | Dušan Lajović Simon Greul            | Oleksandr Nedovyesov Andreas Haider-Maurer Jiří Veselý Martin Fischer          |
| 15 de abril | Campeonato Internacional de Tênis de Santos Santos, Brasil Regular series $35,000+H – Saibro – 32S/10Q/16D Simples – Duplas      | Gastão Elias 4–6, 6–2, 6–0                                 | Rogério Dutra Silva                      | Guilherme Clezar Guido Andreozzi     | Malek Jaziri James Duckworth Antonio Veić João Souza                           |
| 15 de abril | Campeonato Internacional de Tênis de Santos Santos, Brasil Regular series $35,000+H – Saibro – 32S/10Q/16D Simples – Duplas      | Pavol Červenák Matteo Viola 6–2, 4–6, [10–6]               | Guilherme Clezar Gastão Elias            | Guilherme Clezar Guido Andreozzi     | Malek Jaziri James Duckworth Antonio Veić João Souza                           |
| 22 de abril | Savannah Challenger Savannah, Estados Unidos Regular series $50,000 – Saibro (Verde) – 32S/32Q/16D Simples – Duplas              | Ryan Harrison 6–2, 6–3                                     | Facundo Argüello                         | Rubén Ramírez Hidalgo Donald Young   | Alex Kuznetsov Wayne Odesnik Teymuraz Gabashvili Michael Russell               |
| 22 de abril | Savannah Challenger Savannah, Estados Unidos Regular series $50,000 – Saibro (Verde) – 32S/32Q/16D Simples – Duplas              | Teymuraz Gabashvili Denys Molchanov 6–2, 7–5               | Michael Russell Tim Smyczek              | Rubén Ramírez Hidalgo Donald Young   | Alex Kuznetsov Wayne Odesnik Teymuraz Gabashvili Michael Russell               |
| 22 de abril | IS Open de Tenis São Paulo, Brasil Regular series $50,000 – Saibro – 32S/10Q/16D Simples – Duplas                                | Paul Capdeville 6–2, 6–2                                   | Renzo Olivo                              | Máximo González Guilherme Clezar     | Rogério Dutra Silva Malek Jaziri Pablo Cuevas Dušan Lojda                      |
| 22 de abril | IS Open de Tenis São Paulo, Brasil Regular series $50,000 – Saibro – 32S/10Q/16D Simples – Duplas                                | Marcelo Demoliner João Souza 6–4, 3–6, [10–6]              | James Cerretani Pierre-Hugues Herbert    | Máximo González Guilherme Clezar     | Rogério Dutra Silva Malek Jaziri Pablo Cuevas Dušan Lojda                      |
| 29 de abril | Tunis Open Tunis, Tunísia Regular series $125,000+H – Saibro – 32S/32Q/16D Simples – Duplas                                      | Adrian Ungur 4–6, 6–0, 6–2                                 | Diego Sebastián Schwartzman              | Kenny de Schepper Florent Serra      | Lamine Ouahab Andrea Arnaboldi Radu Albot Oleksandr Nedovyesov                 |
| 29 de abril | Tunis Open Tunis, Tunísia Regular series $125,000+H – Saibro – 32S/32Q/16D Simples – Duplas                                      | Dominik Meffert Philipp Oswald 3–6, 7–6(7–0), [10–7]       | Jamie Delgado Andreas Siljeström         | Kenny de Schepper Florent Serra      | Lamine Ouahab Andrea Arnaboldi Radu Albot Oleksandr Nedovyesov                 |
| 29 de abril | ATP China International Tennis Challenge Anning, China Regular series $50,000 – Saibro – 32S/10Q/16D Simples – Duplas            | Márton Fucsovics 7–5, 3–6, 6–3                             | James Ward                               | Dino Marcan Yang Tsung-hua           | Matthew Ebden Zhang Ze Danilo Petrović Tatsuma Ito                             |
| 29 de abril | ATP China International Tennis Challenge Anning, China Regular series $50,000 – Saibro – 32S/10Q/16D Simples – Duplas            | Victor Baluda Dino Marcan 6–7(5–7), 6–4, [10–7]            | Samuel Groth John-Patrick Smith          | Dino Marcan Yang Tsung-hua           | Matthew Ebden Zhang Ze Danilo Petrović Tatsuma Ito                             |
| 29 de abril | Prosperita Open Ostrava, República Checa Regular series €85,000+H – Saibro – 32S/10Q/16D Simples – Duplas                        | Jiří Veselý 6–4, 6–4                                       | Steve Darcis                             | Lukáš Rosol Miloslav Mečíř, Jr.      | Nikola Mektić Jan Hájek Olivier Rochus Andreas Haider-Maurer                   |
| 29 de abril | Prosperita Open Ostrava, República Checa Regular series €85,000+H – Saibro – 32S/10Q/16D Simples – Duplas                        | Steve Darcis Olivier Rochus 7–5, 7–5                       | Tomasz Bednarek Mateusz Kowalczyk        | Lukáš Rosol Miloslav Mečíř, Jr.      | Nikola Mektić Jan Hájek Olivier Rochus Andreas Haider-Maurer                   |
| 29 de abril | Soweto Open Joanesburgo, África do Sul Regular series $100,000+H – Dura – 32S/10Q/16D Simples – Duplas                           | Vasek Pospisil 6–7(7–9), 6–0, 4–1 ret.                     | Michał Przysiężny                        | Lukáš Lacko Mate Pavić               | Dean O'Brien Dustin Brown Rik de Voest Rajeev Ram                              |
| 29 de abril | Soweto Open Joanesburgo, África do Sul Regular series $100,000+H – Dura – 32S/10Q/16D Simples – Duplas                           | Prakash Amritraj Rajeev Ram 7–6(7–1), 7–6(7–1)             | Purav Raja Divij Sharan                  | Lukáš Lacko Mate Pavić               | Dean O'Brien Dustin Brown Rik de Voest Rajeev Ram                              |
| 29 de abril | Tallahassee Tennis Challenger Tallahassee, Estados Unidos Regular series $50,000 – Saibro (Verde) – 32S/10Q/16D Simples – Duplas | Denis Kudla 6–3, 6–3                                       | Cedrik-Marcel Stebe                      | Tim Smyczek Ryan Harrison            | Frank Dancevic Alex Kuznetsov Facundo Argüello Donald Young                    |
| 29 de abril | Tallahassee Tennis Challenger Tallahassee, Estados Unidos Regular series $50,000 – Saibro (Verde) – 32S/10Q/16D Simples – Duplas | Austin Krajicek Tennys Sandgren 1–6, 6–2, [10–8]           | Greg Jones Peter Polansky                | Tim Smyczek Ryan Harrison            | Frank Dancevic Alex Kuznetsov Facundo Argüello Donald Young                    |
| 29 de abril | Tennis Napoli Cup Nápoles, Itália Regular series €30,000+H – Saibro – 32S/32Q/16D Simples – Duplas                               | Potito Starace 6–2, 2–0 ret.                               | Alessandro Giannessi                     | Filippo Volandri David Guez          | Jonathan Dasnières de Veigy Dušan Lajović Andrey Golubev Adrian Mannarino      |
| 29 de abril | Tennis Napoli Cup Nápoles, Itália Regular series €30,000+H – Saibro – 32S/32Q/16D Simples – Duplas                               | Stefano Ianni Potito Starace 6–1, 6–3                      | Alessandro Giannessi Andrey Golubev      | Filippo Volandri David Guez          | Jonathan Dasnières de Veigy Dušan Lajović Andrey Golubev Adrian Mannarino      |

### Maio
| Data       | Torneio | Campeões                                          | Finalistas                      | Semi-finalistas                      | Quadrifinalistas                                                     |
| ---------- | --- | ------------------------------------------------- | ------------------------------- | ------------------------------------ | -------------------------------------------------------------------- |
| 6 de maio  | Kunming Challenger Kunming, China Regular series $125,000 – Duro – 32S/32Q/16D Simples – Duplas                     | Alex Bogomolov, Jr. 6–3, 4–6, 7–6(7–2)            | Rik de Voest                    | Yang Tsung-hua John-Patrick Smith    | Lu Yen-hsun Wu Di Samuel Groth Matthew Ebden                         |
| 6 de maio  | Kunming Challenger Kunming, China Regular series $125,000 – Duro – 32S/32Q/16D Simples – Duplas                     | Samuel Groth John-Patrick Smith 6–4, 6–1          | Go Soeda Yasutaka Uchiyama      | Yang Tsung-hua John-Patrick Smith    | Lu Yen-hsun Wu Di Samuel Groth Matthew Ebden                         |
| 6 de maio  | Karshi Challenger Qarshi, Uzbequistão Regular series $50,000 – Duro – 32S/32Q/16D Simples – Duplas                  | Teymuraz Gabashvili 6–4, 6–4                      | Radu Albot                      | Chen Ti Prakash Amritraj             | Jan Mertl Oleksandr Nedovyesov Konstantin Kravchuk Denis Matsukevich |
| 6 de maio  | Karshi Challenger Qarshi, Uzbequistão Regular series $50,000 – Duro – 32S/32Q/16D Simples – Duplas                  | Chen Ti Guillermo Olaso 7–6(7–5), 7–5             | Jordan Kerr Konstantin Kravchuk | Chen Ti Prakash Amritraj             | Jan Mertl Oleksandr Nedovyesov Konstantin Kravchuk Denis Matsukevich |
| 6 de maio  | Rio Quente Resorts Tennis Classic Rio Quente, Brasil Regular series $35,000+H – Duro – 32S/32Q/16D Simples – Duplas | Rajeev Ram 4–6, 6–4, 6–3                          | André Ghem                      | James Duckworth Fabiano de Paula     | Ricardo Hocevar Guilherme Clezar Duilio Beretta Caio Zampieri        |
| 6 de maio  | Rio Quente Resorts Tennis Classic Rio Quente, Brasil Regular series $35,000+H – Duro – 32S/32Q/16D Simples – Duplas | Fabiano de Paula Marcelo Demoliner 6–3, 6–4       | Ricardo Hocevar Leonardo Kirche | James Duckworth Fabiano de Paula     | Ricardo Hocevar Guilherme Clezar Duilio Beretta Caio Zampieri        |
| 6 de maio  | Roma Open Roma, Itália Regular series €30,000+H – Saibro – 32S/32Q/16D Simples – Duplas                             | Aljaž Bedene 6–4, 6–2                             | Filippo Volandri                | Matthias Bachinger Federico Delbonis | Andreas Haider-Maurer Dušan Lajović Adrian Ungur Adrian Mannarino    |
| 6 de maio  | Roma Open Roma, Itália Regular series €30,000+H – Saibro – 32S/32Q/16D Simples – Duplas                             | Andre Begemann Martin Emmrich 7–6(7–4), 6–3       | Philipp Marx Florin Mergea      | Matthias Bachinger Federico Delbonis | Andreas Haider-Maurer Dušan Lajović Adrian Ungur Adrian Mannarino    |
| 13 de maio | BNP Paribas Primrose Bordeaux Bordeaux, França Regular series €85,000+H – Saibro – 32S/32Q/16D Simples – Duplas     | Gaël Monfils 7–5, 7–6(7–5)                        | Michaël Llodra                  | David Goffin Guillermo García-López  | Kenny de Schepper Martín Alund Steve Darcis Marc Gicquel             |
| 13 de maio | BNP Paribas Primrose Bordeaux Bordeaux, França Regular series €85,000+H – Saibro – 32S/32Q/16D Simples – Duplas     | Christopher Kas Oliver Marach 2–6, 6–4, [10–1]    | Nicholas Monroe Simon Stadler   | David Goffin Guillermo García-López  | Kenny de Schepper Martín Alund Steve Darcis Marc Gicquel             |
| 13 de maio | Busan Open Challenger Tennis Busan, Coréia do Sul Regular series $75,000+H – Duro – 32S/32Q/16D Simples – Duplas    | Dudi Sela 6–1, 6–4                                | Alex Bogomolov, Jr.             | James McGee Jimmy Wang               | Danai Udomchoke Matthew Ebden Tatsuma Ito Zhang Ze                   |
| 13 de maio | Busan Open Challenger Tennis Busan, Coréia do Sul Regular series $75,000+H – Duro – 32S/32Q/16D Simples – Duplas    | Peng Hsien-yin Yang Tsung-hua 6–4, 6–3            | Jeong Suk-young Lim Yong-kyu    | James McGee Jimmy Wang               | Danai Udomchoke Matthew Ebden Tatsuma Ito Zhang Ze                   |
| 13 de maio | Samarkand Challenger Samarkand, Uzbequistão Regular series $50,000 – Saibro – 32S/32Q/16D Simples – Duplas          | Teymuraz Gabashvili 6–3, 6–4                      | Oleksandr Nedovyesov            | Farrukh Dustov Pere Riba             | Filip Krajinović Radu Albot Lucas Pouille Alexander Bury             |
| 13 de maio | Samarkand Challenger Samarkand, Uzbequistão Regular series $50,000 – Saibro – 32S/32Q/16D Simples – Duplas          | Farrukh Dustov Oleksandr Nedovyesov 6–1, 7–6(9–7) | Radu Albot Jordan Kerr          | Farrukh Dustov Pere Riba             | Filip Krajinović Radu Albot Lucas Pouille Alexander Bury             |
| 20 de maio | Nenhum torneio escalado.                                                                                            | Nenhum torneio escalado.                          | Nenhum torneio escalado.        | Nenhum torneio escalado.             | Nenhum torneio escalado.                                             |
| 27 de maio | Nenhum torneio escalado.                                                                                            | Nenhum torneio escalado.                          | Nenhum torneio escalado.        | Nenhum torneio escalado.             | Nenhum torneio escalado.                                             |

### Junho
| Data        | Torneio | Campeões                                                         | Finalistas                           | Semi-finalistas                           | Quadrifinalistas                                                              |
| ----------- | --- | ---------------------------------------------------------------- | ------------------------------------ | ----------------------------------------- | ----------------------------------------------------------------------------- |
| 3 de junho  | UniCredit Czech Open Prostějov, República Checa Regular series €106,500+H – Saibro – 32S/29Q/16D Simples – Duplas   | Radek Štěpánek 6–4, 6–2                                          | Jiří Veselý                          | Teymuraz Gabashvili Peter Gojowczyk       | Jan Hajek Albert Montañés Albert Ramos Lukáš Rosol                            |
| 3 de junho  | UniCredit Czech Open Prostějov, República Checa Regular series €106,500+H – Saibro – 32S/29Q/16D Simples – Duplas   | Nicholas Monroe Simon Stadler 6–4, 6–4                           | Mateusz Kowalczyk Lukáš Rosol        | Teymuraz Gabashvili Peter Gojowczyk       | Jan Hajek Albert Montañés Albert Ramos Lukáš Rosol                            |
| 3 de junho  | Città di Caltanissetta Caltanissetta, Itália Regular series $64,000+H – Saibro – 32S/24Q/16D Simples – Duplas       | Dušan Lajović 7–6(7–4), 6–3                                      | Robin Haase                          | Somdev Devvarman Potito Starace           | Dominik Meffert Federico Delbonis Thiemo de Bakker Marco Cecchinato           |
| 3 de junho  | Città di Caltanissetta Caltanissetta, Itália Regular series $64,000+H – Saibro – 32S/24Q/16D Simples – Duplas       | Dominik Meffert Philipp Oswald 6–2, 6–3                          | Alessandro Giannessi Potito Starace  | Somdev Devvarman Potito Starace           | Dominik Meffert Federico Delbonis Thiemo de Bakker Marco Cecchinato           |
| 3 de junho  | Aegon Trophy Nottingham, Reino Unido Regular series €64,000 – Grama – 32S/32Q/16D Simples – Duplas                  | Matthew Ebden 7–5, 4–6, 7–5                                      | Benjamin Becker                      | Kenny de Schepper Bobby Reynolds          | Adrian Mannarino Michael Berrer Daniel Evans Ruben Bemelmans                  |
| 3 de junho  | Aegon Trophy Nottingham, Reino Unido Regular series €64,000 – Grama – 32S/32Q/16D Simples – Duplas                  | Jamie Murray John Peers 6–2, 6–7(3–7), [10–6]                    | Ken Skupski Neal Skupski             | Kenny de Schepper Bobby Reynolds          | Adrian Mannarino Michael Berrer Daniel Evans Ruben Bemelmans                  |
| 3 de junho  | Franken Challenge Fürth, Alemanha Regular series €42,000+H – Saibro – 32S/31Q/16D Simples – Duplas                  | João Sousa 3–6, 6–3, 6–4                                         | Wayne Odesnik                        | Cedrik-Marcel Stebe Andreas Haider-Maurer | Lorenzo Guistino Andreas Beck Simon Greul Leonardo Kirche                     |
| 3 de junho  | Franken Challenge Fürth, Alemanha Regular series €42,000+H – Saibro – 32S/31Q/16D Simples – Duplas                  | Colin Ebelthite Rameez Junaid 6–4, 7–5                           | Christian Harrison Michael Venus     | Cedrik-Marcel Stebe Andreas Haider-Maurer | Lorenzo Guistino Andreas Beck Simon Greul Leonardo Kirche                     |
| 3 de junho  | BRD Arad Challenger Arad, Romênia Regular series €42,000+H – Saibro – 32S/31Q/16D Simples – Duplas                  | Adrian Ungur 6–4, 7–6(7–3)                                       | Marius Copil                         | Pere Riba Jonathan Eysseric               | Facundo Bagnis Henri Laaksonen Guido Andreozzi Yang Tsung-hua                 |
| 3 de junho  | BRD Arad Challenger Arad, Romênia Regular series €42,000+H – Saibro – 32S/31Q/16D Simples – Duplas                  | Franko Škugor Antonio Veić 7–6(7–5),4–6, [11–9]                  | Facundo Bagnis Julio César Campozano | Pere Riba Jonathan Eysseric               | Facundo Bagnis Henri Laaksonen Guido Andreozzi Yang Tsung-hua                 |
| 10 de junho | Prague Open by Advantage Cars Praga, República Checa Regular series €42,500 – Saibro – 32S/19Q/16D Simples – Duplas | Oleksandr Nedovyesov 6–0, 6–1                                    | Javier Martí                         | Ivo Minář Rubén Ramírez Hidalgo           | Andreas Haider-Maurer Andrey Golubev Marsel İlhan Pavol Červenák              |
| 10 de junho | Prague Open by Advantage Cars Praga, República Checa Regular series €42,500 – Saibro – 32S/19Q/16D Simples – Duplas | Lee Hsin-han Peng Hsien-yin 6–4, 4–6, [10–5]                     | Vahid Mirzadeh Denis Zivkovic        | Ivo Minář Rubén Ramírez Hidalgo           | Andreas Haider-Maurer Andrey Golubev Marsel İlhan Pavol Červenák              |
| 10 de junho | AEGON Nottingham Challenge Nottingham, Reino Unido Regular series €64,000 – Grama – 32S/32Q/16D Simples – Duplas    | Steve Johnson 7–5, 7–5                                           | Ruben Bemelmans                      | Rik de Voest Somdev Devvarman             | Dzmitry Zhyrmont Go Soeda Illya Marchenko Donald Young                        |
| 10 de junho | AEGON Nottingham Challenge Nottingham, Reino Unido Regular series €64,000 – Grama – 32S/32Q/16D Simples – Duplas    | Sanchai Ratiwatana Sonchat Ratiwatana 7–6(7–5), 6–7(3–7), [10–8] | Purav Raja Divij Sharan              | Rik de Voest Somdev Devvarman             | Dzmitry Zhyrmont Go Soeda Illya Marchenko Donald Young                        |
| 10 de junho | Internationaux de Tennis de BLOIS Blois, França Regular series €30,000+H – Saibro – 32S/32Q/16D Simples – Duplas    | Julian Reister 6–1, 6–7(3–7), 7–6(7–2)                           | Dušan Lajović                        | Marc Gicquel Paul Capdeville              | David Guez Pablo Carreño Guido Andreozzi Alejandro González                   |
| 10 de junho | Internationaux de Tennis de BLOIS Blois, França Regular series €30,000+H – Saibro – 32S/32Q/16D Simples – Duplas    | Jonathan Eysseric Nicolas Renavand 6–3, 6–4                      | Ruben Gonzales Chris Letcher         | Marc Gicquel Paul Capdeville              | David Guez Pablo Carreño Guido Andreozzi Alejandro González                   |
| 10 de junho | Košice Open Košice, Eslováquia Regular series €30,000+H – Saibro – 32S/32Q/16D Simples – Duplas                     | Mikhail Kukushkin 6–4, 1–6, 6–2                                  | Damir Džumhur                        | Radu Albot André Ghem                     | Andrej Martin Julio César Campozano Antonio Veić Miloslav Mečíř, Jr.          |
| 10 de junho | Košice Open Košice, Eslováquia Regular series €30,000+H – Saibro – 32S/32Q/16D Simples – Duplas                     | Kamil Čapkovič Igor Zelenay 6–4, 7–6(7–5)                        | Gero Kretschmer Alexander Satschko   | Radu Albot André Ghem                     | Andrej Martin Julio César Campozano Antonio Veić Miloslav Mečíř, Jr.          |
| 17 de junho | Morocco Tennis Tour – Tanger Tanger, Marrocos Regular series €30,000+H – Saibro – 32S/32Q/16D Simples – Duplas      | Pablo Carreño 6–2, 4–1 ret                                       | Mikhail Kukushkin                    | Adrian Sikora Lorenzo Giustino            | Rubén Ramírez Hidalgo Grégoire Burquier Gerald Melzer Roberto Carballés Baena |
| 17 de junho | Morocco Tennis Tour – Tanger Tanger, Marrocos Regular series €30,000+H – Saibro – 32S/32Q/16D Simples – Duplas      | Nikola Ćirić Goran Tošić 6–3, 6–7(5–7), [10–8]                   | Maximilian Neuchrist Mate Pavić      | Adrian Sikora Lorenzo Giustino            | Rubén Ramírez Hidalgo Grégoire Burquier Gerald Melzer Roberto Carballés Baena |
| 17 de junho | Aspria Tennis Cup – Trofeo CDI Milão, Itália Regular series €30,000+H – Saibro – 32S/28Q/16D Simples – Duplas       | Filippo Volandri 6–3, 6–2                                        | Andrej Martin                        | Andrea Arnaboldi Norbert Gomboš           | Julio César Campozano Filip Krajinović Simone Vagnozzi Riccardo Sinicropi     |
| 17 de junho | Aspria Tennis Cup – Trofeo CDI Milão, Itália Regular series €30,000+H – Saibro – 32S/28Q/16D Simples – Duplas       | Marco Crugnola Daniele Giorgini 4–6, 7–5, [10–8]                 | Alex Bolt Peng Hsien-yin             | Andrea Arnaboldi Norbert Gomboš           | Julio César Campozano Filip Krajinović Simone Vagnozzi Riccardo Sinicropi     |
| 24 de junho | Marburg Open Marburg, Alemanha Regular series €30,000+H – Saibro – 32S/29Q/16D Simples – Duplas                     | Andrey Golubev 6–1, 6–3                                          | Diego Sebastián Schwartzman          | Jesse Huta Galung Máximo González         | Tim Puetz Norbert Gomboš Paul Capdeville Andrej Martin                        |
| 24 de junho | Marburg Open Marburg, Alemanha Regular series €30,000+H – Saibro – 32S/29Q/16D Simples – Duplas                     | Andrey Golubev Evgeny Korolev 6–3, 1–6, [10–6]                   | Jesse Huta Galung Jordan Kerr        | Jesse Huta Galung Máximo González         | Tim Puetz Norbert Gomboš Paul Capdeville Andrej Martin                        |

### Julho
| Data        | Torneio | Campeões                                                  | Finalistas                                      | Semi-finalistas                              | Quadrifinalistas                                                      |
| ----------- | --- | --------------------------------------------------------- | ----------------------------------------------- | -------------------------------------------- | --------------------------------------------------------------------- |
| 1 de julho  | Sparkassen Open Braunschweig, Alemanha Regular series €106,500+H – Saibro – 32S/26Q/16D Simples – Duplas                            | Florian Mayer 4–6, 6–2, 6–1                               | Jiří Veselý                                     | Máximo González Filip Krajinović             | Federico Delbonis Björn Phau Andrey Golubev Antonio Veić              |
| 1 de julho  | Sparkassen Open Braunschweig, Alemanha Regular series €106,500+H – Saibro – 32S/26Q/16D Simples – Duplas                            | Tomasz Bednarek Mateusz Kowalczyk 6–2, 7–6(7–4)           | Andreas Siljeström Igor Zelenay                 | Máximo González Filip Krajinović             | Federico Delbonis Björn Phau Andrey Golubev Antonio Veić              |
| 1 de julho  | Nielsen Pro Tennis Championships Winnetka, Estados Unidos Regular series $50,000 – Duro – 32S/24Q/16D Simples – Duplas              | Jack Sock 6–4, 6–2                                        | Bradley Klahn                                   | Alex Bogomolov, Jr. Somdev Devvarman         | Mischa Zverev Tim Smyczek Donald Young Steve Johnson                  |
| 1 de julho  | Nielsen Pro Tennis Championships Winnetka, Estados Unidos Regular series $50,000 – Duro – 32S/24Q/16D Simples – Duplas              | Yuki Bhambri Michael Venus 2–6, 6–2, [10–8]               | Somdev Devvarman Jack Sock                      | Alex Bogomolov, Jr. Somdev Devvarman         | Mischa Zverev Tim Smyczek Donald Young Steve Johnson                  |
| 1 de julho  | BRD Timișoara Challenger Timișoara, Romênia Regular series €30,000+H – Saibro – 32S/10Q/16D Simples – Duplas                        | Andreas Haider-Maurer 6–4, 3–6, 6–4                       | Rubén Ramírez Hidalgo                           | Victor Crivoi Miljan Zekić                   | Adrian Ungur Simone Vagnozzi Pablo Carreño Jonathan Eysseric          |
| 1 de julho  | BRD Timișoara Challenger Timișoara, Romênia Regular series €30,000+H – Saibro – 32S/10Q/16D Simples – Duplas                        | Jonathan Eysseric Nicolas Renavand 6–7(6–8), 6–2, [10–7]  | Ilija Vučić Miljan Zekić                        | Victor Crivoi Miljan Zekić                   | Adrian Ungur Simone Vagnozzi Pablo Carreño Jonathan Eysseric          |
| 1 de julho  | Tilia Slovenia Open Portorož, Eslovênia Regular series €30,000+H – Duro – 32S/22Q/16D Simples – Duplas                              | Grega Žemlja 6–4, 7–5                                     | Martin Fischer                                  | Aljaž Bedene Adrián Menéndez-Maceiras        | Michal Konečný Flavio Cipolla Uladzimir Ignatik Evgeny Donskoy        |
| 1 de julho  | Tilia Slovenia Open Portorož, Eslovênia Regular series €30,000+H – Duro – 32S/22Q/16D Simples – Duplas                              | Marin Draganja Mate Pavić 6–3, 1–6, [10–5]                | Aljaž Bedene Blaž Rola                          | Aljaž Bedene Adrián Menéndez-Maceiras        | Michal Konečný Flavio Cipolla Uladzimir Ignatik Evgeny Donskoy        |
| 1 de julho  | Manta Open Manta, Equador Regular series $35,000+H – Duro – 32S/32Q/16D Simples – Duplas                                            | Michael Russell 4–6, 6–0, 7–5                             | Greg Jones                                      | Alejandro González Facundo Argüello          | Greg Ouellette Marcelo Arévalo Emilio Gómez Andrea Collarini          |
| 1 de julho  | Manta Open Manta, Equador Regular series $35,000+H – Duro – 32S/32Q/16D Simples – Duplas                                            | Marcelo Arévalo Sergio Galdós 6–3, 6–4                    | Alejandro González Carlos Salamanca             | Alejandro González Facundo Argüello          | Greg Ouellette Marcelo Arévalo Emilio Gómez Andrea Collarini          |
| 1 de julho  | Distalnet Tennis Cup Todi, Itália Regular series €30,000+H – Saibro – 32S/32Q/16D Simples – Duplas                                  | Pere Riba 7–6(7–5), 2–6, 7–6(8–6)                         | Santiago Giraldo                                | Thomas Fabbiano Paolo Lorenzi                | Andrej Martin Gianluca Naso João Sousa Hans Podlipnik-Castillo        |
| 1 de julho  | Distalnet Tennis Cup Todi, Itália Regular series €30,000+H – Saibro – 32S/32Q/16D Simples – Duplas                                  | Santiago Giraldo Cristian Rodríguez 4–6, 7–6(7–2), [10–3] | Andrea Arnaboldi Gianluca Naso                  | Thomas Fabbiano Paolo Lorenzi                | Andrej Martin Gianluca Naso João Sousa Hans Podlipnik-Castillo        |
| 8 de julho  | PTT Cup Istanbul, Turquia Regular series €42,500 – Duro – 32S/31Q/16D Simples – Duplas                                              | Benjamin Becker 6–1, 2–6, 3–2 ret.                        | Dudi Sela                                       | Adrián Menéndez-Maceiras Teymuraz Gabashvili | David Goffin Mohamed Safwat Karol Beck Mikhail Kukushkin              |
| 8 de julho  | PTT Cup Istanbul, Turquia Regular series €42,500 – Duro – 32S/31Q/16D Simples – Duplas                                              | James Cluskey Fabrice Martin 3–6, 6–3, [10–5]             | Brydan Klein Ruan Roelofse                      | Adrián Menéndez-Maceiras Teymuraz Gabashvili | David Goffin Mohamed Safwat Karol Beck Mikhail Kukushkin              |
| 8 de julho  | Beijing International Challenger Beijing, China Regular series $75,000+H – Duro – 32S/32Q/16D Simples – Duplas                      | Lu Yen-Hsun 6–2, 6–4                                      | Go Soeda                                        | Hiroki Kondo Zhang Ze                        | Di Wu Jung-Woong Na Jose Rubin Statham Hiroki Moriya                  |
| 8 de julho  | Beijing International Challenger Beijing, China Regular series $75,000+H – Duro – 32S/32Q/16D Simples – Duplas                      | Toshihide Matsui Danai Udomchoke 4–6, 7–6(8–6), [10–8]    | Gong Maoxin Zhang Ze                            | Hiroki Kondo Zhang Ze                        | Di Wu Jung-Woong Na Jose Rubin Statham Hiroki Moriya                  |
| 8 de julho  | Sport 1 Open Scheveningen, Holanda Regular series €42,500+H – Saibro – 32S/27Q/16D Simples – Duplas                                 | Jesse Huta Galung 6–3, 6–7(2–7) 6–4                       | Robin Haase                                     | Thomas Schoorel Marc Gicquel                 | Matwé Middelkoop Lorenzo Giustino Thiago Monteiro Stéphane Robert     |
| 8 de julho  | Sport 1 Open Scheveningen, Holanda Regular series €42,500+H – Saibro – 32S/27Q/16D Simples – Duplas                                 | Antal van der Duim Boy Westerhof 6–3, 6–3                 | Gero Kretschmer Alexander Satschko              | Thomas Schoorel Marc Gicquel                 | Matwé Middelkoop Lorenzo Giustino Thiago Monteiro Stéphane Robert     |
| 8 de julho  | Banca dell’Adriatico Tennis Cup San Benedetto, Itália Regular series €30,000+H – Saibro – 32S/31Q/16D Simples – Duplas              | Andrej Martin 6–4, 6–3                                    | João Sousa                                      | Thomas Fabbiano Stefano Travaglia            | Pere Riba Andreas Haider-Maurer Alessandro Giannessi Norbert Gomboš   |
| 8 de julho  | Banca dell’Adriatico Tennis Cup San Benedetto, Itália Regular series €30,000+H – Saibro – 32S/31Q/16D Simples – Duplas              | Pierre-Hugues Herbert Maxime Teixeira 6–4, 6–3            | Alessandro Giannessi João Sousa                 | Thomas Fabbiano Stefano Travaglia            | Pere Riba Andreas Haider-Maurer Alessandro Giannessi Norbert Gomboš   |
| 15 de julho | Levene Gouldin & Thompson Tennis Challenger Binghamton, Estados Unidos Regular series $50,000 – Duro – 32S/32Q/16D Simples – Duplas | Alex Kuznetsov 6–4, 3–6, 6–3                              | Bradley Klahn                                   | Rhyne Williams Austin Krajicek               | Takanyi Garanganga Tennys Sandgren Sanam Singh Mischa Zverev          |
| 15 de julho | Levene Gouldin & Thompson Tennis Challenger Binghamton, Estados Unidos Regular series $50,000 – Duro – 32S/32Q/16D Simples – Duplas | Bradley Klahn Michael Venus 6–3, 6–4                      | Adam Feeney John-Patrick Smith                  | Rhyne Williams Austin Krajicek               | Takanyi Garanganga Tennys Sandgren Sanam Singh Mischa Zverev          |
| 15 de julho | Challenger Banque Nationale de Granby Granby, Canadá Regular series $50,000+H – Duro – 32S/32Q/16D Simples – Duplas                 | Frank Dancevic 6–4, 6–7(4–7), 6–3                         | Lukáš Lacko                                     | Hiroki Moriya Philip Bester                  | James Ward Tatsuma Ito Filip Peliwo Benjamin Mitchell                 |
| 15 de julho | Challenger Banque Nationale de Granby Granby, Canadá Regular series $50,000+H – Duro – 32S/32Q/16D Simples – Duplas                 | Erik Chvojka Peter Polansky 6–4, 6–3                      | Adam El Mihdawy Ante Pavić                      | Hiroki Moriya Philip Bester                  | James Ward Tatsuma Ito Filip Peliwo Benjamin Mitchell                 |
| 15 de julho | Eskişehir Cup Esquixequir, Turquia Regular series €42,500 – Duro – 32S/23Q/16D Simples – Duplas                                     | David Goffin 4–6, 7–5, 6–2                                | Marsel İlhan                                    | Teymuraz Gabashvili Marco Chiudinelli        | Maximilian Neuchrist Enrique López-Pérez Edward Corrie Karol Beck     |
| 15 de julho | Eskişehir Cup Esquixequir, Turquia Regular series €42,500 – Duro – 32S/23Q/16D Simples – Duplas                                     | Marin Draganja Mate Pavić 6–3, 3–6, [10–7]                | Sanchai Ratiwatana Sonchat Ratiwatana           | Teymuraz Gabashvili Marco Chiudinelli        | Maximilian Neuchrist Enrique López-Pérez Edward Corrie Karol Beck     |
| 15 de julho | Poznań Open Poznań, Polônia Regular series €30,000+H – Saibro – 32S/32Q/16D Simples – Duplas                                        | Andreas Haider-Maurer 4–6, 6–1, 7–5                       | Damir Džumhur                                   | Pablo Carreño Stéphane Robert                | Henri Laaksonen Roberto Carballés Baena João Sousa Grzegorz Panfil    |
| 15 de julho | Poznań Open Poznań, Polônia Regular series €30,000+H – Saibro – 32S/32Q/16D Simples – Duplas                                        | Gero Kretschmer Alexander Satschko 6–3, 6–3               | Henri Kontinen Mateusz Kowalczyk                | Pablo Carreño Stéphane Robert                | Henri Laaksonen Roberto Carballés Baena João Sousa Grzegorz Panfil    |
| 15 de julho | Guzzini Challenger Recanati, Itália Regular series €30,000+H – Duro – 32S/24Q/16D Simples – Duplas                                  | Thomas Fabbiano 6–0, 6–3                                  | David Guez                                      | Albano Olivetti Adrián Menéndez-Maceiras     | Salvatore Caruso Flavio Cipolla Josselin Ouanna Michael Lammer        |
| 15 de julho | Guzzini Challenger Recanati, Itália Regular series €30,000+H – Duro – 32S/24Q/16D Simples – Duplas                                  | Ken Skupski Neal Skupski 6–4, 6–2                         | Gianluigi Quinzi Adelchi Virgili                | Albano Olivetti Adrián Menéndez-Maceiras     | Salvatore Caruso Flavio Cipolla Josselin Ouanna Michael Lammer        |
| 22 de julho | President's Cup Astana, Cazaquistão Regular series $125,000 – Duro – 32S/31Q/16D Simples – Duplas                                   | Dudi Sela 5–7, 6–2, 7–6(8–6)                              | Mikhail Kukushkin                               | Konstantin Kravchuk Andrey Golubev           | Ivan Sergeyev Dzmitry Zhyrmont Marsel İlhan Teymuraz Gabashvili       |
| 22 de julho | President's Cup Astana, Cazaquistão Regular series $125,000 – Duro – 32S/31Q/16D Simples – Duplas                                   | Riccardo Ghedin Claudio Grassi 3–6, 6–3, [10–8]           | Andrey Golubev Mikhail Kukushkin                | Konstantin Kravchuk Andrey Golubev           | Ivan Sergeyev Dzmitry Zhyrmont Marsel İlhan Teymuraz Gabashvili       |
| 22 de julho | Fifth Third Bank Tennis Championships Lexington, Estados Unidos Regular series $50,000 – Duro – 32S/32Q/16D Simples – Duplas        | James Ward 4–6, 6–3, 6–4                                  | James Duckworth                                 | Bradley Klahn Filip Peliwo                   | Illya Marchenko Tennys Sandgren Malek Jaziri Tatsuma Ito              |
| 22 de julho | Fifth Third Bank Tennis Championships Lexington, Estados Unidos Regular series $50,000 – Duro – 32S/32Q/16D Simples – Duplas        | Frank Dancevic Peter Polansky 7–5, 6–3                    | Bradley Klahn Michael Venus                     | Bradley Klahn Filip Peliwo                   | Illya Marchenko Tennys Sandgren Malek Jaziri Tatsuma Ito              |
| 22 de julho | Tampere Open Tampere, Finlândia Regular series €42,500 – Saibro – 32S/29Q/16D Simples – Duplas                                      | Jesse Huta Galung 6–4, 6–3                                | Maxime Teixeira                                 | Blaž Rola Jürgen Zopp                        | Maxim Dubarenco Germain Gigounon Micke Kontinen Guillermo Olaso       |
| 22 de julho | Tampere Open Tampere, Finlândia Regular series €42,500 – Saibro – 32S/29Q/16D Simples – Duplas                                      | Henri Kontinen Goran Tošić 6–4, 6–4                       | Ruben Gonzales Chris Letcher                    | Blaž Rola Jürgen Zopp                        | Maxim Dubarenco Germain Gigounon Micke Kontinen Guillermo Olaso       |
| 22 de julho | Seguros Bolívar Open Medellín Medellín, Colômbia Regular series $50,000+H – Saibro – 32S/32Q/16D Simples – Duplas                   | Alejandro González 6–4, 6–4                               | Guido Andreozzi                                 | Víctor Estrella Burgos Carlos Salamanca      | Roberto Quiroz Eduardo Schwank Facundo Argüello Nicolás Barrientos    |
| 22 de julho | Seguros Bolívar Open Medellín Medellín, Colômbia Regular series $50,000+H – Saibro – 32S/32Q/16D Simples – Duplas                   | Emilio Gómez Roman Borvanov 6–3, 7–6(7–4)                 | Nicolás Barrientos Eduardo Struvay              | Víctor Estrella Burgos Carlos Salamanca      | Roberto Quiroz Eduardo Schwank Facundo Argüello Nicolás Barrientos    |
| 22 de julho | Oberstaufen Cup Oberstaufen, Alemanha Regular series €30,000+H – Saibro – 32S/12Q/16D Simples – Duplas                              | Guillaume Rufin 6–3, 6–4                                  | Peter Gojowczyk                                 | Oleksandr Nedovyesov Dominik Meffert         | Thiago Monteiro Andreas Beck Radu Albot Martín Alund                  |
| 22 de julho | Oberstaufen Cup Oberstaufen, Alemanha Regular series €30,000+H – Saibro – 32S/12Q/16D Simples – Duplas                              | Dominik Meffert Philipp Oswald 6–1, 3–6, [14–12]          | Stephan Fransen Artem Sitak                     | Oleksandr Nedovyesov Dominik Meffert         | Thiago Monteiro Andreas Beck Radu Albot Martín Alund                  |
| 22 de julho | Guimarães Open Guimarães, Portugal Regular series €42,500 – Duro – 32S/29Q/16D Simples – Duplas                                     | João Sousa 6–3, 6–0                                       | Marius Copil                                    | Flavio Cipolla Andrés Artuñedo               | Matteo Viola Maximilian Neuchrist Taro Daniel Daniel Muñoz de la Nava |
| 22 de julho | Guimarães Open Guimarães, Portugal Regular series €42,500 – Duro – 32S/29Q/16D Simples – Duplas                                     | James Cluskey Maximilian Neuchrist 6–7(5–7), 6–2, [10–8]  | Roberto Ortega-Olmedo Ricardo Villacorta-Alonso | Flavio Cipolla Andrés Artuñedo               | Matteo Viola Maximilian Neuchrist Taro Daniel Daniel Muñoz de la Nava |
| 22 de julho | Trofeo Stefano Bellaveglia Orbetello, Itália Regular series €30,000+H – Saibro – 32S/29Q/16D Simples – Duplas                       | Filippo Volandri 6–4, 7–6(9–7)                            | Pere Riba                                       | Roberto Carballés Baena Pablo Carreño        | Renzo Olivo Florent Serra Simone Vagnozzi Alessandro Giannessi        |
| 22 de julho | Trofeo Stefano Bellaveglia Orbetello, Itália Regular series €30,000+H – Saibro – 32S/29Q/16D Simples – Duplas                       | Marco Crugnola Simone Vagnozzi 7–6(7–3), 6–7(5–7), [10–6] | Guillermo Durán Renzo Olivo                     | Roberto Carballés Baena Pablo Carreño        | Renzo Olivo Florent Serra Simone Vagnozzi Alessandro Giannessi        |
| 30 de julho | Odlum Brown Vancouver Open Vancouver, Canadá Regular series $100,000 – Duro – 32S/32Q/16D Simples – Duplas                          | Vasek Pospisil 6–0, 1–6, 7–5                              | Daniel Evans                                    | Bobby Reynolds Wang Yeu-tzuoo                | Olivier Rochus Frank Dancevic Wayne Odesnik Greg Jones                |
| 30 de julho | Odlum Brown Vancouver Open Vancouver, Canadá Regular series $100,000 – Duro – 32S/32Q/16D Simples – Duplas                          | Jonathan Erlich Andy Ram 6–1, 6–4                         | James Cerretani Adil Shamasdin                  | Bobby Reynolds Wang Yeu-tzuoo                | Olivier Rochus Frank Dancevic Wayne Odesnik Greg Jones                |
| 30 de julho | Open Castilla y León Segovia, Espanha Regular series €42,500 – Duro – 32S/32Q/16D Simples – Duplas                                  | Pablo Carreño 6–4, 7–6(7–2)                               | Albano Olivetti                                 | Marco Chiudinelli Roberto Ortega-Olmedo      | Florent Serra Theodoros Angelinos Gerard Granollers Márton Fucsovics  |
| 30 de julho | Open Castilla y León Segovia, Espanha Regular series €42,500 – Duro – 32S/32Q/16D Simples – Duplas                                  | Ken Skupski Neal Skupski 6–3, 6–7(4–7), [10–6]            | Mikhail Elgin Uladzimir Ignatik                 | Marco Chiudinelli Roberto Ortega-Olmedo      | Florent Serra Theodoros Angelinos Gerard Granollers Márton Fucsovics  |
| 30 de julho | São Paulo Challenger de Tênis São Paulo, Brasil Regular series $50,000 – Saibro – 32S/32Q/16D Simples – Duplas                      | Alejandro González 6–2, 6–3                               | Eduardo Schwank                                 | Blaž Rola José Hernández                     | João Souza Agustín Velotti Marco Trungelliti Paul Capdeville          |
| 30 de julho | São Paulo Challenger de Tênis São Paulo, Brasil Regular series $50,000 – Saibro – 32S/32Q/16D Simples – Duplas                      | Fernando Romboli Eduardo Schwank 6–7(6–8), 6–4, [10–8]    | Nicolás Barrientos Marcelo Arévalo              | Blaž Rola José Hernández                     | João Souza Agustín Velotti Marco Trungelliti Paul Capdeville          |
| 30 de julho | Svijany Open Liberec, República Checa Regular series €30,000+H – Saibro – 32S/32Q/16D Simples – Duplas                              | Jiří Veselý 6–7(2–7), 7–6(9–7), 6–4                       | Federico Delbonis                               | Blaž Kavčič Pere Riba                        | Jan Mertl Grzegorz Panfil Guillermo Olaso Thomas Fabbiano             |
| 30 de julho | Svijany Open Liberec, República Checa Regular series €30,000+H – Saibro – 32S/32Q/16D Simples – Duplas                              | Rameez Junaid Tim Puetz 6–0, 6–2                          | Colin Ebelthite Lee Hsin-han                    | Blaž Kavčič Pere Riba                        | Jan Mertl Grzegorz Panfil Guillermo Olaso Thomas Fabbiano             |

### Agosto
| Data         | Torneio | Campeões                                       | Finalistas                      | Semi-finalistas                           | Quadrifinalistas                                               |
| ------------ | --- | ---------------------------------------------- | ------------------------------- | ----------------------------------------- | -------------------------------------------------------------- |
| 5 de agosto  | Comerica Bank Challenger Aptos, Estados Unidos Regular series $100,000 – Duro – 32S/32Q/16D Simples – Duplas             | Bradley Klahn 3–6, 7–6(7–5), 6–4               | Daniel Evans                    | Farrukh Dustov Evgeny Donskoy             | Guido Pella Tennys Sandgren Wayne Odesnik Mischa Zverev        |
| 5 de agosto  | Comerica Bank Challenger Aptos, Estados Unidos Regular series $100,000 – Duro – 32S/32Q/16D Simples – Duplas             | Jonathan Erlich Andy Ram 6–3, 6–7(6–8), [10–2] | Chris Guccione Matt Reid        | Farrukh Dustov Evgeny Donskoy             | Guido Pella Tennys Sandgren Wayne Odesnik Mischa Zverev        |
| 5 de agosto  | San Marino CEPU Open San Marino, San Marino Regular Series €85,000+H – Saibro – 32S/32Q/16D Simples – Duplas             | Marco Cecchinato 6–3, 6–4                      | Filippo Volandri                | Daniel Gimeno-Traver Jan-Lennard Struff   | Blaž Kavčič Guillaume Rufin Jiří Veselý Adrian Ungur           |
| 5 de agosto  | San Marino CEPU Open San Marino, San Marino Regular Series €85,000+H – Saibro – 32S/32Q/16D Simples – Duplas             | Nicholas Monroe Simon Stadler 6–2, 6–4         | Daniele Bracciali Florin Mergea | Daniel Gimeno-Traver Jan-Lennard Struff   | Blaž Kavčič Guillaume Rufin Jiří Veselý Adrian Ungur           |
| 5 de agosto  | Peugeot Tennis Cup Rio de Janeiro, Brasil Regular series $50,000 – Saibro – 32S/32Q/16D Simples – Duplas                 | Agustín Velotti 6–3, 6–4                       | Blaž Rola                       | Emilio Gómez Eduardo Schwank              | Guilherme Clezar Leonardo Kirche Bastián Malla Christian Garin |
| 5 de agosto  | Peugeot Tennis Cup Rio de Janeiro, Brasil Regular series $50,000 – Saibro – 32S/32Q/16D Simples – Duplas                 | Thiemo de Bakker André Sá 6–3, 6–2             | Marcelo Demoliner João Souza    | Emilio Gómez Eduardo Schwank              | Guilherme Clezar Leonardo Kirche Bastián Malla Christian Garin |
| 12 de agosto | Kazan Summer Cup Kazan, Rússia Regular series $50,000 – Duro – 32S/32Q/16D Simples – Duplas                              | Sergiy Stakhovsky 6–2, 6–3                     | Valery Rudnev                   | Alexander Kudryavtsev Konstantin Kravchuk | Aslan Karatsev Matteo Viola Adrian Sikora Alexander Lobkov     |
| 12 de agosto | Kazan Summer Cup Kazan, Rússia Regular series $50,000 – Duro – 32S/32Q/16D Simples – Duplas                              | Victor Baluda Konstantin Kravchuk 6–3, 6–4     | Ivo Klec Jürgen Zopp            | Alexander Kudryavtsev Konstantin Kravchuk | Aslan Karatsev Matteo Viola Adrian Sikora Alexander Lobkov     |
| 12 de agosto | Credit Agricole Friuladria Tennis Cup Cordenons, Itália Regular Series €42,500+H – Saibro – 32S/32Q/16D Simples – Duplas | Pablo Carreño 6–4, 6–4                         | Grégoire Burquier               | Paolo Lorenzi Potito Starace              | Gianluca Naso Norbert Gomboš Filippo Volandri Janez Semrajc    |
| 12 de agosto | Credit Agricole Friuladria Tennis Cup Cordenons, Itália Regular Series €42,500+H – Saibro – 32S/32Q/16D Simples – Duplas | Marin Draganja Franko Škugor 6–4, 6–4          | Norbert Gomboš Roman Jebavý     | Paolo Lorenzi Potito Starace              | Gianluca Naso Norbert Gomboš Filippo Volandri Janez Semrajc    |
| 12 de agosto | Maserati Challenger Meerbusch, Alemanha Regular series €30,000+H – Saibro – 32S/32Q/16D Simples – Duplas                 | Jan Hájek 6–3, 6–4                             | Jesse Huta Galung               | Pere Riba Miloslav Mečíř, Jr.             | Yannick Mertens Dustin Brown Simon Greul Bastian Knittel       |
| 12 de agosto | Maserati Challenger Meerbusch, Alemanha Regular series €30,000+H – Saibro – 32S/32Q/16D Simples – Duplas                 | Rameez Junaid Frank Moser 6–3, 7–6(7–4)        | Dustin Brown Philipp Marx       | Pere Riba Miloslav Mečíř, Jr.             | Yannick Mertens Dustin Brown Simon Greul Bastian Knittel       |
| 19 de agosto | Nenhum torneio escalado.                                                                                                 | Nenhum torneio escalado.                       | Nenhum torneio escalado.        | Nenhum torneio escalado.                  | Nenhum torneio escalado.                                       |
| 26 de agosto | Chang-Sat Bangkok Open Bangkok, Tailândia Regular series $50,000 – Duro – 32S/32Q/16D Simples – Duplas                   | Blaž Kavčič 6–3, 6–1                           | Jeong Suk-Young                 | Wang Yeu-tzuoo Matthew Ebden              | Alexander Kudryavtsev Matt Reid Yūichi Sugita Hiroki Moriya    |
| 26 de agosto | Chang-Sat Bangkok Open Bangkok, Tailândia Regular series $50,000 – Duro – 32S/32Q/16D Simples – Duplas                   | Chen Ti Huang Liang-Chi 6–3, 6–2               | Jeong Suk-Young Nam Ji Sung     | Wang Yeu-tzuoo Matthew Ebden              | Alexander Kudryavtsev Matt Reid Yūichi Sugita Hiroki Moriya    |
| 26 de agosto | Città di Como Challenger Como, Itália Regular series €30,000+H – Saibro – 32S/32Q/16D Simples – Duplas                   | Pablo Carreño 6–2, 5–7, 6–0                    | Dominic Thiem                   | Marco Crugnola Lorenzo Giustino           | Gianluca Naso Teymuraz Gabashvili Simon Greul Ilija Bozoljac   |
| 26 de agosto | Città di Como Challenger Como, Itália Regular series €30,000+H – Saibro – 32S/32Q/16D Simples – Duplas                   | Rameez Junaid Igor Zelenay 7–5, 7–6(7–2)       | Marco Crugnola Stefano Ianni    | Marco Crugnola Lorenzo Giustino           | Gianluca Naso Teymuraz Gabashvili Simon Greul Ilija Bozoljac   |

### Setembro
| Data          | Torneio | Campeões                                                     | Finalistas                                    | Semi-finalistas                           | Quadrifinalistas                                                    |
| ------------- | --- | ------------------------------------------------------------ | --------------------------------------------- | ----------------------------------------- | ------------------------------------------------------------------- |
| 2 de setembro | AON Open Challenger Génova, Itália Regular series €85,000+H – Saibro – 32S/32Q/16D Simples – Duplas                     | Dustin Brown 7–6(7–5),6–3                                    | Filippo Volandri                              | Paolo Lorenzi Andrej Martin               | Andrea Arnaboldi Jan Hájek Pablo Carreño Alessio di Mauro           |
| 2 de setembro | AON Open Challenger Génova, Itália Regular series €85,000+H – Saibro – 32S/32Q/16D Simples – Duplas                     | Daniele Bracciali Oliver Marach 6–3, 2–6, [11–9]             | Marin Draganja Mate Pavić                     | Paolo Lorenzi Andrej Martin               | Andrea Arnaboldi Jan Hájek Pablo Carreño Alessio di Mauro           |
| 2 de setembro | TEAN International Alphen aan den Rijn, Holanda Regular series €42,500 – Saibro – 32S/32Q/16D Simples – Duplas          | Daniel Gimeno-Traver 6–2, 6–4                                | Thomas Schoorel                               | Thiemo de Bakker Jesse Huta Galung        | Marek Michalička Ruben Bemelmans RicDuro Becker Boy Westerhof       |
| 2 de setembro | TEAN International Alphen aan den Rijn, Holanda Regular series €42,500 – Saibro – 32S/32Q/16D Simples – Duplas          | Antal van der Duim Boy Westerhof 4–6, 6–3, [12–10]           | Simon Greul Wesley Koolhof                    | Thiemo de Bakker Jesse Huta Galung        | Marek Michalička Ruben Bemelmans RicDuro Becker Boy Westerhof       |
| 2 de setembro | Shanghai Challenger Shanghai, China Regular series $50,000 – Duro – 32S/32Q/16D Simples – Duplas                        | Yūichi Sugita 6–3, 6–3                                       | Hiroki Moriya                                 | Zhang Ze Yasutaka Uchiyama                | Wu Di Malek Jaziri Tatsuma Ito Toshihide Matsui                     |
| 2 de setembro | Shanghai Challenger Shanghai, China Regular series $50,000 – Duro – 32S/32Q/16D Simples – Duplas                        | Sanchai Ratiwatana Sonchat Ratiwatana 6–3, 6–4               | Lee Hsin-han Peng Hsien-yin                   | Zhang Ze Yasutaka Uchiyama                | Wu Di Malek Jaziri Tatsuma Ito Toshihide Matsui                     |
| 2 de setembro | Trophée des Alpilles Saint-Rémy-de-Provence, França Regular series €42,500 – Duro – 32S/32Q/16D Simples – Duplas        | Marc Gicquel 6–4, 6–3                                        | Matteo Viola                                  | Martin Fischer Paul-Henri Mathieu         | Andrey Golubev Pierre-Hugues Herbert Flavio Cipolla Josselin Ouanna |
| 2 de setembro | Trophée des Alpilles Saint-Rémy-de-Provence, França Regular series €42,500 – Duro – 32S/32Q/16D Simples – Duplas        | Pierre-Hugues Herbert Albano Olivetti 6–3, 6–7(5–7), [15–13] | Marc Gicquel Josselin Ouanna                  | Martin Fischer Paul-Henri Mathieu         | Andrey Golubev Pierre-Hugues Herbert Flavio Cipolla Josselin Ouanna |
| 2 de setembro | BRD Brașov Challenger Brașov, Romênia Regular series €30,000+H – Saibro – 32S/32Q/16D Simples – Duplas                  | Andreas Haider-Maurer 6–7(9–11),6–4, 6–2                     | Gerald Melzer                                 | Dušan Lajović Julian Reister              | Lucas Pouille Oleksandr Nedovyesov Thomas Fabbiano Patrick Ciorcilă |
| 2 de setembro | BRD Brașov Challenger Brașov, Romênia Regular series €30,000+H – Saibro – 32S/32Q/16D Simples – Duplas                  | Oleksandr Nedovyesov Jaroslav Pospíšil 6–3, 6–1              | Teodor-Dacian Crăciun Petru-Alexandru Luncanu | Dušan Lajović Julian Reister              | Lucas Pouille Oleksandr Nedovyesov Thomas Fabbiano Patrick Ciorcilă |
| 9 de setembro | American Express – TED Open Istanbul, Turkey Regular series $75,000 – Duro – 32S/32Q/16D Simples – Duplas               | Mikhail Kukushkin 6–3, 6–3                                   | Illya Marchenko                               | Guillermo García-López John-Patrick Smith | Flavio Cipolla Aldin Šetkić Martin Fischer Konstantin Kravchuk      |
| 9 de setembro | American Express – TED Open Istanbul, Turkey Regular series $75,000 – Duro – 32S/32Q/16D Simples – Duplas               | Jamie Delgado Jordan Kerr 6–3, 6–2                           | James Cluskey Adrián Menéndez-Maceiras        | Guillermo García-López John-Patrick Smith | Flavio Cipolla Aldin Šetkić Martin Fischer Konstantin Kravchuk      |
| 9 de setembro | Seguros Bolívar Open Cali Cali, Colômbia Regular series $50,000+H – Saibro – 32S/32Q/16D Simples – Duplas               | Facundo Bagnis 6–2, 4–6, 6–3                                 | Facundo Argüello                              | João Souza Andrea Collarini               | Ricardo Hocevar Thales Turini Agustín Velotti Guido Andreozzi       |
| 9 de setembro | Seguros Bolívar Open Cali Cali, Colômbia Regular series $50,000+H – Saibro – 32S/32Q/16D Simples – Duplas               | Guido Andreozzi Eduardo Schwank 6–2, 6–4                     | Carlos Salamanca João Souza                   | João Souza Andrea Collarini               | Ricardo Hocevar Thales Turini Agustín Velotti Guido Andreozzi       |
| 9 de setembro | ATP Roller Open Pétange, Luxemburgo Regular series €64,000 – Duro (indoor) – 32S/32Q/16D Simples – Duplas               | Tobias Kamke 1–6, 6–3, 7–5                                   | Paul-Henri Mathieu                            | Niels Desein Jürgen Zopp                  | Jan-Lennard Struff Benjamin Becker Ričardas Berankis Stéphane Bohli |
| 9 de setembro | ATP Roller Open Pétange, Luxemburgo Regular series €64,000 – Duro (indoor) – 32S/32Q/16D Simples – Duplas               | Ken Skupski Neal Skupski 6–3, 6–7(5–7), [10–7]               | Benjamin Becker Tobias Kamke                  | Niels Desein Jürgen Zopp                  | Jan-Lennard Struff Benjamin Becker Ričardas Berankis Stéphane Bohli |
| 9 de setembro | Banja Luka Challenger Banja Luka, Bósnia e Herzegovina Regular series €64,000+H – Saibro – 32S/32Q/16D Simples – Duplas | Aljaž Bedene 6–3, 6–4                                        | Diego Sebastián Schwartzman                   | Filippo Volandri Kristijan Mesaros        | Oleksandr Nedovyesov Jan Mertl Ante Pavić Norbert Gomboš            |
| 9 de setembro | Banja Luka Challenger Banja Luka, Bósnia e Herzegovina Regular series €64,000+H – Saibro – 32S/32Q/16D Simples – Duplas | Marin Draganja Nikola Mektić 6–4, 3–6, [10–6]                | Dominik Meffert Oleksandr Nedovyesov          | Filippo Volandri Kristijan Mesaros        | Oleksandr Nedovyesov Jan Mertl Ante Pavić Norbert Gomboš            |
| 9 de setembro | Copa Sevilla Sevilla, Espanha Regular series €42,500+H – Saibro – 32S/32Q/16D Simples – Duplas                          | Daniel Gimeno-Traver 6–4, 7–6(7–2)                           | Stéphane Robert                               | Renzo Olivo Andreas Beck                  | Riccardo Bellotti Alexander Ward Carlos Gómez-Herrera Albert Ramos  |
| 9 de setembro | Copa Sevilla Sevilla, Espanha Regular series €42,500+H – Saibro – 32S/32Q/16D Simples – Duplas                          | Alessandro Motti Stéphane Robert 7–5, 7–5                    | Stephan Fransen Wesley Koolhof                | Renzo Olivo Andreas Beck                  | Riccardo Bellotti Alexander Ward Carlos Gómez-Herrera Albert Ramos  |
| 9 de setembro | Morocco Tennis Tour – Meknes Meknes, Marrocos Regular series €30,000+H – Saibro – 32S/29Q/16D Simples – Duplas          | Cedrik-Marcel Stebe 6–1, 4–6, 6–2                            | Yannik Reuter                                 | Kimmer Coppejans Laurent Lokoli           | Juan Lizariturry Steven Diez Gerald Melzer Jordi Samper-Montaña     |
| 9 de setembro | Morocco Tennis Tour – Meknes Meknes, Marrocos Regular series €30,000+H – Saibro – 32S/29Q/16D Simples – Duplas          | Alessandro Giannessi Gianluca Naso 7–5, 7–6(7–3)             | Gerard Granollers Jordi Samper-Montaña        | Kimmer Coppejans Laurent Lokoli           | Juan Lizariturry Steven Diez Gerald Melzer Jordi Samper-Montaña     |